# Sven Rissmann

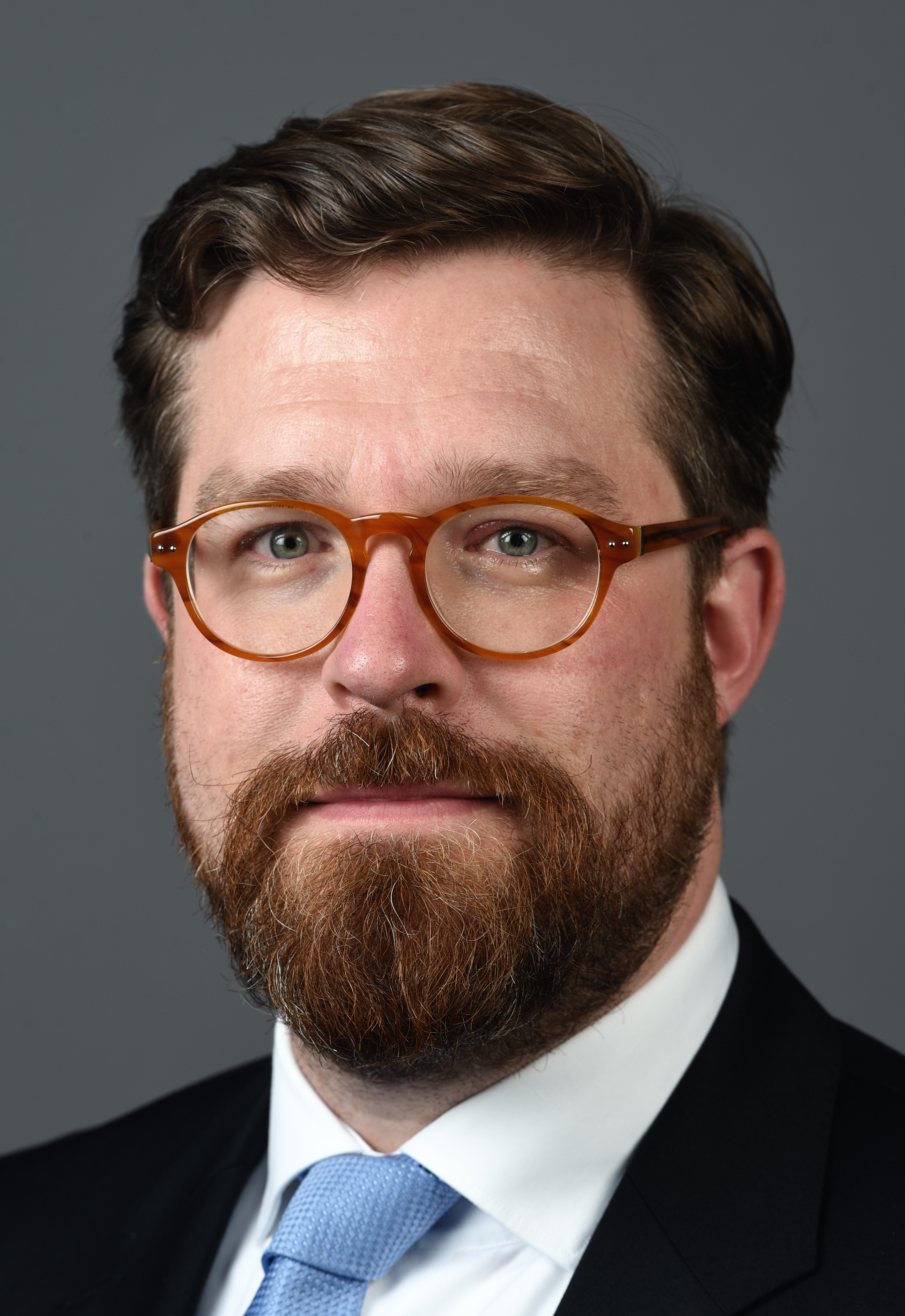
Sven Rissmann, 2017

Sven Rissmann (* 1978 in Berlin) ist ein deutscher Politiker (CDU). Er ist Mitglied des Abgeordnetenhauses von Berlin.

## Leben
Rissmann legte 1998 sein Abitur am Lessing-Gymnasium in Berlin-Wedding ab. Er schloss seinen Wehrdienst direkt an die Schule an und absolvierte von 1999 bis 2004 ein Studium der Rechtswissenschaften an der Humboldt-Universität zu Berlin. Sein 1. Staatsexamen legte er im Februar 2004 ab. Von April 2004 bis Oktober 2005 arbeitete er als Wissenschaftlicher Mitarbeiter des Bundestagsabgeordneten Roland Gewalt und von 2005 bis 2007 als Rechtsreferendar im Kammergerichtsbezirk. Von November 2005 bis Januar 2007 war er Büroleiter und Parlamentarischer Assistent erneut bei Roland Gewalt, der mittlerweile Abgeordneter des Europäischen Parlaments war. Im Februar 2007 legte Rissman das 2. juristische Staatsexamen ab. Von Januar 2008 bis April 2009 war er Wissenschaftlicher Mitarbeiter an der Freien Universität Berlin im Fachbereich Rechtswissenschaft und von 2009 bis 2015 Fachmentor an der Fernuniversität Hagen. Seit 2016 ist er Fachanwalt für Versicherungsrecht.
Rissmann hat einen Sohn mit der Präsidentin des Abgeordnetenhauses Cornelia Seibeld.

## Politik
Rissmann trat 1995 der CDU bei. Er war von 1995 bis 2009 Mitglied der Jungen Union Berlin (JU) und war in deren Kreisvorstand im Bezirk Wedding beziehungsweise im Bezirk Mitte. 2002 bis 2005 war er Kreisvorsitzender in Berlin-Mitte und von 2005 bis 2007 Landesvorsitzender der JU Berlin. Innerhalb der CDU ist er seit 1997 Vorsitzender des Ortsverbandes Wedding, seit Mai 2017 auch Vorsitzender des Kreisverbandes Mitte. In der CDU-Fraktion war er von 2006 bis 2009 Sprecher der Jungen Gruppe. Von 2011 bis 11. September 2018 war er Parlamentarischer Geschäftsführer der CDU-Fraktion und wurde danach zum stellvertretenden Vorsitzenden der CDU-Fraktion gewählt.
Seit dem 26. Oktober 2006 ist er Mitglied des Abgeordnetenhauses von Berlin. Bis 2009 war er Mitglied des Petitionsausschusses und Berichterstatter für die Bereiche Strafvollzug und Justiz. Von 2009 bis 2011 wirkte er als Mitglied des Ausschusses für Verfassungsschutz mit und wurde danach Mitglied des Sportausschusses. Diesen begleitete er bis März 2014 und wurde danach Mitglied im 1. Untersuchungsausschuss zum Bau des Flughafens Berlin Brandenburg. 2014 bis 2016 arbeitete er als Mitglied im Ausschuss für Europa- und Bundesangelegenheiten sowie Medien und als stellvertretendes Mitglied in der Enquete-Kommission „Neue Energie für Berlin“. Er ist Mitglied im Ausschuss für Verfassungs- und Rechtsangelegenheiten, Immunität und Geschäftsordnung und im Ausschuss für Kulturelle Angelegenheiten (seit 2017). Ins Parlament zog er über die Bezirksliste Mitte ein. Seit April 2017 hat Rissmann sein Bürgerbüro zusammen mit seinem Parteikollegen Frank Henkel in der Triftstraße 41 im Berliner Wedding.

### Politische Positionen
In der Flüchtlingskrise in Europa 2015 kritisierte er gemeinsam mit anderen CDU-Politikern die Politik der Bundeskanzlerin Angela Merkel. Rissmann ist Gegner der Gleichstellung der Ehe für schwule und lesbische Paare. Er sprach sich Ende 2018 gegen die Abschaffung des Straftatsbestandes wegen Beförderungserschleichung aus.

## Mitgliedschaften
Rissmann ist Mitglied des Richterwahlausschusses, der Hauptversammlung des Deutschen Städtetages, des Ausschusses der Regionen (stellvertretend), im Kuratorium der Humboldt-Universität zu Berlin (ruht derzeit) und im Kuratorium der Beuth-Hochschule für Technik (ruht derzeit).